# 野村忍介
野村 忍介（のむら おしすけ、弘化3年（1846年） - 明治25年（1892年）7月12日）は江戸時代末期（幕末）の薩摩藩士、明治の陸軍軍人、警察官。

## 経歴

### 薩摩藩
弘化3年（1846年）、折田清太夫の第2子として薩摩国鹿児島郡鹿児島近在西田村（のちの鹿児島市常盤町）に生まれる。名は朝雄、幼名は亀次郎という。十郎太、斎蔵、のちに忍介と改名する。本姓は加世田氏。加世田氏は弟の矢八（景国）が継ぎ、忍介は母方の実家である野村家の養子となり野村家を継いだ。
幼年の頃には大山後角右衛門に大刀流剣術を学び、15歳のときに深見休八に真影流を学んだが合わず、薬丸半左衛門の門弟となり薬丸流を修めた。また、砲術は青山愚痴に天山流砲術（同門に野津鎮雄）を習い、書と和歌を是枝生胤に学んだ。後に慶応年間には京都詰となり市中見廻りの折、衝突した他藩士2名を斬ったとされる。戊辰戦争のときは、城下四番小隊（隊長は川村純義、監軍は永山弥一郎）の分隊長として鳥羽・伏見の戦いに参戦した。次いで東山道軍が大垣、池上、内藤新宿を経て白河に進撃すると、これに続き四番小隊の小隊長として有数の激戦であった白河攻防戦で戦い、白河城陥落後は棚倉に転戦した。会津若松城に進撃する際は、川村指揮の下で十六橋の戦いに勇戦、後に会津若松城包囲戦に参戦し軍功を挙げた。

### 明治新政府
明治2年（1869年）に鹿児島常備隊がつくられたときには、大隊の小隊長に任じられた。明治4年（1871年）、藩が御親兵を派遣した際、西郷隆盛に従って上京し、近衛陸軍大尉に任じられたが、この航海中錯乱した者に斬りつけられ、鼻に刀傷を負った。このため「ハナ」というあだ名がついた。後に伊予大洲県に判事として派遣されるが、明治5年（1872年）にこの職を辞し、鹿児島へ帰郷した。

### 鹿児島県警察
明治8年（1875年）に県令大山綱良より鹿児島県四等警部に任命され警察署長となったものの、警察署長としては階級が低かったため三等警部に昇進する。

また、天文年間から禁止されていた浄土真宗（一向宗）の取り締まりに警察官が割かれ不足することを懸念し、大山と相談の上これを解いた。この浄土真宗の解禁によって、島津久光一派のけん制をも狙ったとされる。
明治9年（1876年）、山口県萩にて萩の乱が勃発したため、鹿児島県下の治安維持を同じく三等警部であった中島健彦に任せ、西郷の指示で上方へ赴き、情報の収集にあたった。

### 西南戦争
上方より戻り、中島と共に鹿児島県下において治安維持に勤めていた忍介は、谷口登太の通報を受け、帰郷していた中原尚雄ら二十数人を捕縛、事情聴取を行い調書を作成し、県令の大山や私学校へ仔細を報告した。
明治10年（1877年）2月6日に私学校本校にて行われた大評議の場においては、出兵に反対する永山弥一郎の意見を支持し、「野村忍介、壮士六百を率い、汽船に乗じて、水路若州小濱に抵り、是より更に京都に入り、闕下に伏して、奏請するに、急に西郷大将を徴し、且つ沿道の鎮台及衛戍に勅し、特に其路を啓かしむることを以てするの議ありし（野村忍介は、自らが決死隊600名を率いて汽船に乗船し、海路若狭小浜から上陸し、ここから京都に入り、帝に伏して西郷大将を招集し、かつ沿道の鎮台及び鎮台兵にも勅命で道を開けるよう願い奉るのはいかがだろうかとの意見を出した）」また、「今や幸にして鳳輦（ほうれん）西京に駐まるあり。我一大隊を以て、奸党を掃蕩し、天子を擁し、聖詔を請て、激を天下に伝ふるに於ては、天下の大事手に唾して成るべし。豈に快ならずや、縦令、我一大隊を挙げて悉く西京に戦死するに至るとも、我壹万の兵は、其機に乗じて豊前小倉に出でん乎、天下の形勢、我に帰するや疑を容れざるなり。此の機失すべからず」（幸いなことに今、京には帝がおわすため、この決死隊にて反対派を一掃し、帝を擁し、詔勅を請い願い奉り、世間に檄を飛ばせば、天下の一大事として勇気を奮い起こし事を成そうとしたも同然である。実に欣快なことではないか。たとえ、我が一大隊が京都においてことごとく戦死することになったとしても、我ら薩摩に残る幾万の兵がその機に乗じて豊前小倉に進出すれば、天下の形勢が我々の思い通りになろうことは疑うべくもない。この機会を逃す手はない）」と述べたとされる。
しかしこの策は退けられ、西郷自ら率兵し、熊本城下を堂々と通り、上京する案が議決された。2月13日の隊編成において忍介は桐野利秋を大隊長とする四番大隊の三番小隊長に任命された。
2月22日、熊本城総攻撃失敗の日の夜の再軍議において、忍介は西郷小兵衛と共に熊本城包囲に幾らかの兵を割き、残りをもって上京すべきという分進論を提案主張するがこれも退けられた。
3月に北部方面での戦闘が激化すると忍介は山鹿方面に派遣され、政府軍を幾度も破った。
4月2日、田原坂を撤退した薩軍はその後熊本城東側において政府軍と対峙する。忍介は大津において政府軍第1旅団、第2旅団、第3旅団と戦い善戦するものの薩軍本営のある木山が攻略されたため他の薩軍に続き矢部浜口へと撤退する。
4月21日、矢部浜口において人吉への撤退が軍議にて議決された後薩軍の再編成が行われ、忍介は西郷軍奇兵隊の隊長となり、小倉処平や石井竹之助ら22個中隊約2450名を率いて豊後方面攻略の任を帯び、4月30日に江代を進発した。
三田井の池上四郎の指揮の下、正義隊の高城七之丞らと連繋しながら、1個中隊を宮崎に、2個中隊を美々津に、3個中隊を細島に、3個中隊を延岡にそれぞれ派遣し、政府軍がまだ進出していない日向地方を支配下に置いた。本営の延岡においては弾薬製造、募兵、物資調達が行われた。
5月10日、忍介は奇兵隊8個中隊を率いて、豊後攻略を開始した。12日に先発の鎌田雄一・石塚長左衛門ら率いる4個中隊が延岡を出発して重岡、13日には竹田へ入ってこれを占領し、ここにおいて募兵し報国隊600名（田島武馬、堀田政一、中川源太郎各小隊長）を隊に加えた。
14日には後続の4個中隊も竹田へ到着し、大分突撃隊110名を選抜、大分及び鶴崎を攻略する。このように、政府軍の間隙を衝いた豊後攻略は当初は順調に進展したが、政府軍は山縣参軍が野津大佐に命じ、15日に熊本鎮台と第一旅団から部隊を選抜して竹田に投入して反撃に出た。両軍の激戦は十数日におよび、29日に竹田は陥落した（茶屋の辻の戦い）。
6月1日、村田新八が守備していた人吉が陥落。同日奇兵隊の一部は臼杵を攻略して政府軍を破りこれを占領したが、政府軍は援軍を得る一方、海上からの艦砲射撃も加えて、6月10日には臼杵奪還に成功した。
22日、忍介は奇兵隊7個中隊を率いて熊田に隊本営を移し、その北に位置する日向と豊後の国境地帯の黒沢峠・陸地峠・赤松峠・宋太郎峠などにおいて遊撃戦を展開。政府軍を翻弄し8月中旬までの2ヶ月もの間、この地の死守に成功する。
その後忍介の奇兵隊は薩軍本隊へと合流を開始。7月24日の都城の戦い、31日の宮崎の戦い、8月1日の佐土原の戦い、8月2日高鍋の戦い、8月9日美々津の戦い、 8月13日、14日の延岡の戦いと次々に敗れ、西郷が初めて陣頭指揮した8月15日の和田越の戦いにも敗れ、長井村へと退いた。
8月17日夜、残余の薩軍3～500名は西郷に従い、長井村の可愛嶽（えのたけ）を突囲した。8月21日に三田井、28日に小林を経て加久藤に至り、29日に横川、9月1日蒲生から吉野街道を南下したところで政府軍第二旅団と遭遇し戦闘となるが、これを突破。伊敷から鹿児島城下に入り、城山を占拠した。忍介は蒲生において、西郷からこの地に残留することを命ぜられるが、この意に逆らい薩軍本隊の後を追う形で城山に入る。
9月23日、忍介は元奇兵隊幹部（佐藤三二信継・別府九郎・神宮司助左衛門・伊東祐高・河野四郎左衛門）と明日の決戦で死すべきか降伏すべきかを討議した。結果、ここは一時恥を忍び、法廷において最後まで義挙の精神を訴え続けることで一致。9月24日、政府軍により城山総攻撃が行われ、城山は陥落し、忍介らは降伏し投降した。
その後裁判において懲役10年の刑に処せられたが、明治14年（1881年）に特赦で出獄し、同年鹿児島新聞社や鹿児島学校を設立した。その後共同運輸役員に就任した。
明治25年（1892年）7月12日、肺結核のため鹿児島市内にて病没。享年47。

## 人物
『西南記伝』四番大隊将士伝に「忍介、躯幹魁梧（くかんかいご）、顴骨高く、虎眼烱烱（けいけい）、人を射る。其人となり、精悍俊敏、才文武を兼ね、其余事、書画、及、詩歌に及ぶ。其歌詠琅琅（ろうろう）、誦すべきものあり」とある。

## 関連作品
- 『翔ぶが如く』（司馬遼太郎、文藝春秋社）

## 演じた俳優

### 映画
- 犬山ヴィーノ（『半次郎』、2010年9月）

### TVドラマ
- 福本清三（日本テレビ年末時代劇スペシャル『田原坂』、1987年）
- 宮崎達也（NHK大河ドラマ『翔ぶが如く』、1990年）